# Бразильский кустарниковый филодриас
Бразильский кустарниковый филодриас (лат. Philodryas olfersii) — ядовитый вид змей семейства ужеобразных рода филодриасы. Латинское название дано в честь немецкого натуралиста Игнаца фон Ольферса.

## Описание
Бразильский кустарниковый филодриас достигает 1—1,5 м в длину. Спина зелёная, брюхо желтоватое.
По середине тела проходит 19 рядов чешуй. Спинные чешуи гладкие. Ядовитый вид.

## Поведение
Бразильский кустарниковый филодриас большую часть времени проводит на деревьях, но может также охотиться на земле. Ведёт дневной образ жизни, но поздним вечером отмечалось брачное поведение.

## Ареал
Вид встречается на большей части Южной Америки, включая Бразилию, Перу, Боливию, Парагвай, Уругвай, Аргентину, Колумбию, Французскую Гвиану и Венесуэлу.

## Местообитание
Обитает в серрадо, каатинга, в лесах, перелесках и рестинга.

## Питание
Питается преимущественно грызунами, ящерицами, земноводными и птицами, особенно птенцами. Могут также питаться другими змеями, включая таких же крупных, как они сами.

## Подвиды
- Philodryas olfersii herbeus (Wied, 1825)
- Philodryas olfersii latirostris (Cope, 1862)
- Philodryas olfersii olfersii (Lichtenstein, 1825)